# المحلف الهارب (فلم)
المحلف الهارب (بالإنجليزية: Runaway Jury) هو فيلم إثارة قانوني أمريكي لعام 2003 من إخراج جاري فليدر وبطولة جون كوزاك وجين هاكمان وداستن هوفمان وراشيل وايز. الفيلم اقتباس لرواية جون غريشام عام 1996 الذي يحمل نفس العنوان.

## طاقم التمثيل
- جون كيوزاك: في دور نيكولاس "نيك" ايستر
- جين هاكمان: في دور رانكين فيتش
- داستين هوفمان: في دور ويندل رور
- ريتشل وايز: في دور مارلي
- جيريمي بايفن: في دور لورانس جرين
- بروس ديفيسون: في دور دوروود كبل
- بروس ماكجيل: في دور القاضي فريدريك هاركين
- مارغريت مورو: في دور أماندا مونرو
- نيك سيرسي: في دور دويل
- ليلاند أورسر: في دور لامب
- لوري هيورينج: في دور ماكسين
- نيستور سيرانو: في دور جانوفيتش
- جوانا جوينج: في دور سيليست وود
- كليف كورتس: في دور فرانك هيريرا
- ديلان ماكديرموت: في دور جاكوب وود[2]

## أحداث الفيلم
يحدث إطلاق نار في شركة سمسرة للأوراق المالية في نيو أورلينز، ومن بين القتلى جاكوب وود. كان مطلق النار تاجرًا فاشلًا على ما يبدو انه قتل 11 شخصًا وجرح آخرين. تشرع سيليست أرملة جاكوب بعد ذلك بعامين، مع المحامية ويندل رور، في مقاضاة شركة فيكسبيرج للأسلحة النارية بتهمة الإهمال الجسيم الذي أدى إلى وفاة زوجها. أثناء اختيار هيئة المحلفين، يقوم مستشار هيئة المحلفين رانكين فيتش وفريقه بإرسال معلومات أساسية عن كل من المحلفين من خلال المراقبة الإلكترونية لقيادة محامي الدفاع دوروود كبل في قاعة المحكمة.
يحاول نيكولاس «نيك» ايستر وهو من مجموعة المحلفين، إعفاء نفسه من واجب هيئة المحلفين. يقرر القاضي فريدريك هاركين إعطائه درسًا في الواجب المدني ويخبر فيتش كابل أن القاضي لم يمنحهم أي خيار الآن، وأنه يجب عليه اختيار نيك كمحلف. تكسبه طريقة نيك اللطيفة قبولًا من زملائه المحلفين.
تقدم امرأة تدعى مارلي، عرضًا إلى المستشار فيتش ورور عبر الهاتف: ستصدر الحكم إلى مقدم العطاء الأول. يرفض روهر العرض، مفترضًا أنه تكتيك من فيتش للحصول على محاكمة خاطئة. يطلب فيتش دليلاً على قدرتها على التسليم، وهو ما يقدمه نيك. من خلال مراقبة سلوك المحلفين من خلال الكاميرات المخفية، يتعرف فيتش على نيك باعتباره المؤثر ويأمر بتفتيش شقته، ولا يجد شيئًا، لكن نيك كاد يمسك برجل فيتش متلبسًا في شقته. ينتقم مارلي من خلال جعل أحد محلفين فيتش يرتد.
عندما يكشف المحلف نيك إيستر وصديقته مارلي عن قدرتهما على التأثير على هيئة المحلفين لإصدار أي حكم يريدونه، تبدأ لعبة القط والفأر عالية المخاطر. تستمر الأحداث والصراع وينتهي الأمر بعد المحاكمة، ويواجه نيك ومارلي فيتش بإيصال رشوة بقيمة 15 مليون دولار ومطالبته بالتقاعد، ويبلغوه أن مبلغ 15 مليون دولار سيفيد ضحايا إطلاق النار.

## استقبال الفيلم
منح موقع الطماطم الفاسدة الفيلم تقييم 73% بناء على آراء 162ناقد، وكتب إجماع النقاد: «فيلم قانوني مثير غير قابل للتصديق ولكنه مسلٍ». منح موقع ميتاكريتيك فيلم «المحلف الهارب» تقدير 61% بناء على آراء 38 ناقد.
جاءت نتيجة استفتاء «سينما سكور» بمنح الفيلم درجة (-A).
منح الناقد المعروف روجر إيبرت الفيلم ثلاثة من أصل أربعة نجوم. قال جون غريشام إنه فيلم «ذكي ومشوق»، وخيب أمله لأنه حقق القليل من المال.

## وصلات خارجية
- مقالات تستعمل روابط فنية بلا صلة مع ويكي بيانات